# Walerij Gordiejew
Walerij Dmitrijewicz Gordiejew, ros. Валерий Дмитриевич Гордеев (ur. 28 sierpnia 1952 w Bałakowiec) – radziecki żużlowiec, brat Władimira Gordiejewa – również żużlowca.
Dwukrotny medalista młodzieżowych indywidualnych mistrzostw Związku Radzieckiego: złoty (1971) oraz brązowy (1973). Jedenastokrotny medalista indywidualnych mistrzostw Związku Radzieckiego: czterokrotnie złoty (1975, 1977, 1986, 1987), czterokrotnie srebrny (1973, 1974, 1984, 1985) oraz trzykrotnie brązowy (1979, 1982, 1983). Dziesięciokrotny medalista drużynowych mistrzostw Związku Radzieckiego: siedmiokrotnie złoty (1973, 1974, 1975, 1976, 1977, 1978, 1989), dwukrotnie srebrny (1972, 1987) oraz brązowy (1988) – wszystkie w barwach klubu Turbina Bałakowo. Pięciokrotny medalista indywidualnych mistrzostw Rosji: srebrny (1986) oraz czterokrotnie brązowy (1975, 1983, 1987, 1989).
Wielokrotny reprezentant Związku Radzieckiego na arenie międzynarodowej. Pięciokrotny uczestnik finałów światowych indywidualnych mistrzostw świata (Wrocław 1970 – XIII miejsce, Londyn 1972 – XVI miejsce, Chorzów 1973 – VIII miejsce, Londyn 1975 – XIII miejsce, Chorzów 1976 – XV miejsce). Dwukrotny srebrny medalista drużynowych mistrzostw świata (Olching 1972, Norden 1975). Dwukrotny finalista indywidualnego Pucharu Mistrzów (Miszkolc 1987 – XI miejsce, Krško 1988 – IX miejsce). Dwukrotny zwycięzca memoriałów Zbigniewa Raniszewskiego (Bydgoszcz 1969, Bydgoszcz 1970). Zdobywca III miejsca w turnieju o Zlatą Přilbę (Pardubice 1970).
Po zakończeniu czynnej kariery sportowej był trenerem m.in. w Mega-Ładzie Togliatti oraz Turbinie Bałakowo.